# 李瑞 (同治進士)
李瑞，字硯生，號雲台，贵州貴定人，清朝政治人物、進士出身。安佩蓮外孫。
同治十年（1871年）辛未科進士，二甲一百十五名，改翰林院庶吉士，散館授編修。